# Messatoporus fulvator
Messatoporus fulvator là một loài tò vò trong họ Ichneumonidae.